# Olympische Winterspiele 1924/Teilnehmer (Lettland)
Lettland nahm an den Olympischen Winterspielen 1924 in Chamonix mit einer Delegation von zwei Athleten in zwei Sportarten teil. Das lettische NOK hatte zwei Sportler zu den Spielen gemeldet, beide nahmen an den Wettkämpfen teil.
Bilanz: Für die beiden lettischen Sportler galt nur der olympische Gedanke „Dabei sein ist alles.“ Der 32-jährige Eisschnellläufer Alberts Rumba überzeugte die Fachwelt mit Plätzen zwischen 10 und 16. Den Mehrkampf beendete er sogar als Siebenter. Besser war bis heute noch kein lettischer Eisschnellläufer bei internationalen Wettkämpfen. Roumba nahm auch 1928 in St. Moritz teil. Der zweite Mann im Team, Roberts „Reinis“ Plūme (27), startete im Skilanglauf, beendete aber beide Wettkämpfe nicht. Es blieben seine einzigen Winterspiele als Sportler. Doch sollte man einige Jahre später wieder von ihm hören, als er zwischen 1933 und 1934 Präsident des NOK Lettlands war.

## Teilnehmer nach Sportarten

### Skisport
- Roberts „Reinis“ Plūme
18 km Langlauf (dnf), 50 km Langlauf (dnf)

### Eisschnelllauf
- Alberts Rumba
500 m (Platz 16), 1500 m (Platz 10), 5000 m (Platz 11), 10.000 m (Platz 11), Mehrkampf (Platz 7)